# Nelson Haedo Valdez
Nelson Antonio Haedo Valdez (Caaguazú, 28 novembre 1983) è un ex calciatore paraguaiano, di ruolo attaccante.
È soprannominato El León Guaraní. Conta numerose presenze nella nazionale paraguaiana.

## Carriera

### Club
Nasce il 28 novembre del 1983 a Caaguazú.
Esordisce in Paraguay con l'Atlético Tembetary nel 2001, e dopo un anno viene portato in Germania dal Werder Brema, dove, dopo due anni in cui gioca poco (e prevalentemente con la seconda squadra), comincia a venir schierato più spesso in campo nel 2003.
Nel 2003-2004 vince la Bundesliga con i bianco-verdi di Brema. Quell'anno segna 7 gol da riserva, e la stagione successiva ne realizza 9.
Nel 2006 viene ceduto al Borussia Dortmund.
Dopo aver disputato un buon campionato del mondo 2010 in Sudafrica, il 18 agosto 2010 viene acquistato dall'Hércules.
Valdez alla 2ª giornata di campionato segna una doppietta al Barcellona espugnando così il Camp Nou. Alla fine dell'anno, tuttavia, l'Hercules retrocede.
Il 14 agosto 2011 passa ufficialmente al Rubin Kazan firmando un contratto di tre anni.

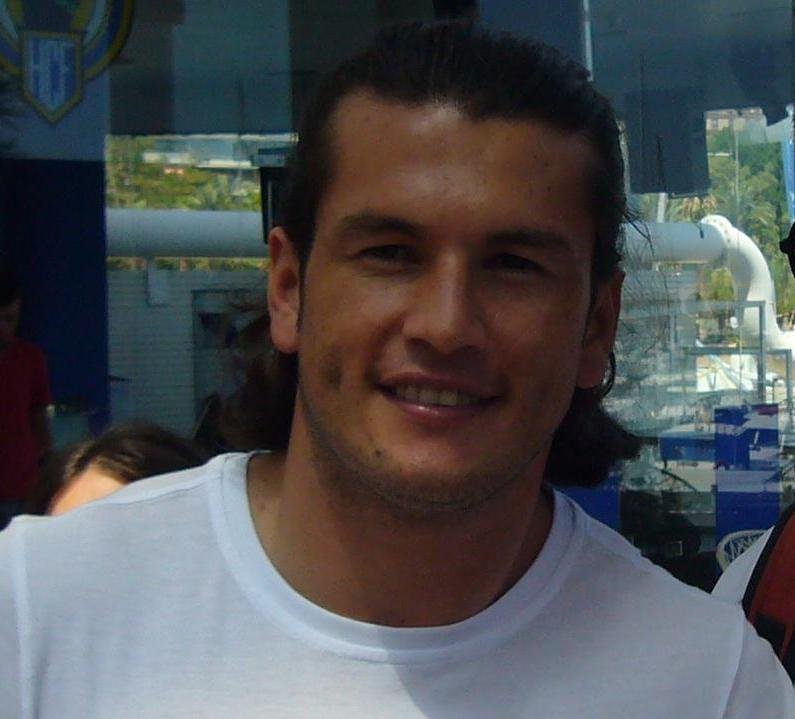
Valdez nel 2010, alla presentazione come nuovo giocatore dell'Hercules

Il 15 agosto 2012 passa al Valencia, con la formula del prestito con diritto di riscatto.
Nell'estate del 2013 per 3 milioni di euro si trasferisce negli Emirati Arabi Uniti firmando un contratto biennale con la squadra di Abu Dhabi dell'Al-Jazira allenata dall'italiano Walter Zenga. Nel gennaio del 2014 si trasferisce, con la formula del prestito, all'Olympiakos.
Il 29 luglio 2014 è annunciato il suo passaggio all'Eintracht Frankfurt con un contratto biennale. Il 30 agosto 2014 durante la seconda giornata di Bundesliga nella gara che vedeva giocare l'Eintracht Francoforte in casa del Wolfsburg, l'attaccante si è infortunato al legamento crociato anteriore del ginocchio destro, costringendolo ad uno stop di alcuni mesi.
Il 15 luglio 2015 rescinde il suo contratto con l'Eintracht Francoforte. Il 16 agosto 2015 segna al debutto nella partita vinta 4-0 dai Seattle Sounders contro Orlando City. Il 28 ottobre 2016 segna la rete decisiva contro Sporting Kansas City nella gara valida per i play-off Mls 2016. Con i Sounders si aggiudica la finale di conference e la finalissima MLS dell'11 dicembre, vinta ai rigori contro il Toronto di Sebastian Giovinco.
Nel gennaio 2017 torna in patria, dove veste per un quadriennio la maglia del Cerro Porteño. Rimasto svincolato alla fine del 2020, annuncia il ritiro dall'attività agonistica nel luglio 2021.

### Nazionale
Con la Nazionale del suo paese ha partecipato al campionato del mondo 2006, facendo coppia in attacco con Roque Santa Cruz e al campionato del mondo 2010 in Sudafrica. Partecipa anche alla Copa America del 2011, e poi a quella del 2015.
Viene convocato per la Copa América Centenario del 2016.

## Statistiche

### Cronologia presenze e reti in Nazionale
| Cronologia completa delle presenze e delle reti in nazionale ― Paraguay | Cronologia completa delle presenze e delle reti in nazionale ― Paraguay | Cronologia completa delle presenze e delle reti in nazionale ― Paraguay | Cronologia completa delle presenze e delle reti in nazionale ― Paraguay | Cronologia completa delle presenze e delle reti in nazionale ― Paraguay | Cronologia completa delle presenze e delle reti in nazionale ― Paraguay | Cronologia completa delle presenze e delle reti in nazionale ― Paraguay | Cronologia completa delle presenze e delle reti in nazionale ― Paraguay |
| Data                                                                    | Città                                                                   | In casa                                                                 | Risultato                                                               | Ospiti                                                                  | Competizione                                                            | Reti                                                                    | Note                                                                    |
| ----------------------------------------------------------------------- | ----------------------------------------------------------------------- | ----------------------------------------------------------------------- | ----------------------------------------------------------------------- | ----------------------------------------------------------------------- | ----------------------------------------------------------------------- | ----------------------------------------------------------------------- | ----------------------------------------------------------------------- |
| 8-7-2004                                                                | Arequipa                                                                | Paraguay                                                                | 1 – 0                                                                   | Costa Rica                                                              | Coppa America 2004 - 1º turno                                           | -                                                                       |                                                                         |
| 11-7-2004                                                               | Arequipa                                                                | Paraguay                                                                | 1 – 1                                                                   | Cile                                                                    | Coppa America 2004 - 1º turno                                           | -                                                                       | 63’ 65’                                                                 |
| 18-7-2004                                                               | Tacna                                                                   | Paraguay                                                                | 1 – 3                                                                   | Uruguay                                                                 | Coppa America 2004 - Quarti di finale                                   | -                                                                       |                                                                         |
| 13-10-2004                                                              | Asunción                                                                | Paraguay                                                                | 1 – 1                                                                   | Perù                                                                    | Qual. Mondiali 2006                                                     | -                                                                       |                                                                         |
| 30-3-2005                                                               | Montevideo                                                              | Paraguay                                                                | 2 – 1                                                                   | Cile                                                                    | Qual. Mondiali 2006                                                     | -                                                                       | 71’                                                                     |
| 17-8-2005                                                               | Ciudad del Este                                                         | Paraguay                                                                | 3 – 0                                                                   | El Salvador                                                             | Amichevole                                                              | 1                                                                       | 76’                                                                     |
| 3-9-2005                                                                | Asunción                                                                | Paraguay                                                                | 0 – 0                                                                   | Argentina                                                               | Qual. Mondiali 2006                                                     | -                                                                       |                                                                         |
| 8-10-2005                                                               | Maracaibo                                                               | Venezuela                                                               | 0 – 1                                                                   | Paraguay                                                                | Qual. Mondiali 2006                                                     | 1                                                                       | 86’                                                                     |
| 1-3-2006                                                                | Cardiff                                                                 | Galles                                                                  | 0 – 0                                                                   | Paraguay                                                                | Amichevole                                                              | -                                                                       |                                                                         |
| 24-5-2006                                                               | Oslo                                                                    | Norvegia                                                                | 2 – 2                                                                   | Paraguay                                                                | Amichevole                                                              | 1                                                                       | 58’                                                                     |
| 31-5-2006                                                               | Dornbirn                                                                | Georgia                                                                 | 0 – 1                                                                   | Paraguay                                                                | Amichevole                                                              | 1                                                                       |                                                                         |
| 10-6-2006                                                               | Francoforte sul Meno                                                    | Inghilterra                                                             | 1 – 0                                                                   | Paraguay                                                                | Mondiali 2006 - 1º turno                                                | -                                                                       | 22’                                                                     |
| 15-6-2006                                                               | Berlino                                                                 | Svezia                                                                  | 1 – 0                                                                   | Paraguay                                                                | Mondiali 2006 - 1º turno                                                | -                                                                       |                                                                         |
| 20-6-2006                                                               | Kaiserslautern                                                          | Paraguay                                                                | 2 – 0                                                                   | Trinidad e Tobago                                                       | Mondiali 2006 - 1º turno                                                | -                                                                       | 66’                                                                     |
| 8-9-2007                                                                | Puerto Ordaz                                                            | Venezuela                                                               | 3 – 2                                                                   | Paraguay                                                                | Amichevole                                                              | -                                                                       | 65’                                                                     |
| 12-9-2007                                                               | Bogotà                                                                  | Colombia                                                                | 1 – 0                                                                   | Paraguay                                                                | Amichevole                                                              | -                                                                       | 64’                                                                     |
| 13-10-2007                                                              | Lima                                                                    | Perù                                                                    | 0 – 0                                                                   | Paraguay                                                                | Qual. Mondiali 2010                                                     | -                                                                       | 66’                                                                     |
| 18-10-2007                                                              | Asunción                                                                | Paraguay                                                                | 1 – 0                                                                   | Uruguay                                                                 | Qual. Mondiali 2010                                                     | 1                                                                       | 53’ 66’                                                                 |
| 17-11-2007                                                              | Asunción                                                                | Paraguay                                                                | 5 – 1                                                                   | Ecuador                                                                 | Qual. Mondiali 2010                                                     | 1                                                                       | 77’                                                                     |
| 21-11-2007                                                              | Santiago del Cile                                                       | Cile                                                                    | 0 – 3                                                                   | Paraguay                                                                | Qual. Mondiali 2010                                                     | -                                                                       | 67’                                                                     |
| 26-3-2008                                                               | Atteridgeville                                                          | Sudafrica                                                               | 3 – 0                                                                   | Paraguay                                                                | Amichevole                                                              | -                                                                       | 66’                                                                     |
| 31-5-2008                                                               | Tolone                                                                  | Francia                                                                 | 0 – 0                                                                   | Paraguay                                                                | Amichevole                                                              | -                                                                       | 69’                                                                     |
| 15-6-2008                                                               | Asunción                                                                | Paraguay                                                                | 2 – 0                                                                   | Brasile                                                                 | Qual. Mondiali 2010                                                     | -                                                                       | 52’                                                                     |
| 18-6-2008                                                               | La Paz                                                                  | Bolivia                                                                 | 4 – 2                                                                   | Paraguay                                                                | Qual. Mondiali 2010                                                     | 1                                                                       | 62’                                                                     |
| 20-8-2008                                                               | Nyon                                                                    | Paraguay                                                                | 1 – 1                                                                   | Arabia Saudita                                                          | Amichevole                                                              | -                                                                       | 55’                                                                     |
| 6-9-2008                                                                | Buenos Aires                                                            | Argentina                                                               | 1 – 1                                                                   | Paraguay                                                                | Qual. Mondiali 2010                                                     | -                                                                       |                                                                         |
| 9-9-2008                                                                | Asunción                                                                | Paraguay                                                                | 2 – 0                                                                   | Venezuela                                                               | Qual. Mondiali 2010                                                     | 1                                                                       | 63’                                                                     |
| 11-10-2008                                                              | Bogotà                                                                  | Colombia                                                                | 0 – 1                                                                   | Paraguay                                                                | Qual. Mondiali 2010                                                     | -                                                                       | 76’                                                                     |
| 15-10-2008                                                              | Asunción                                                                | Paraguay                                                                | 1 – 0                                                                   | Perù                                                                    | Qual. Mondiali 2010                                                     | -                                                                       | 67’                                                                     |
| 28-3-2009                                                               | Montevideo                                                              | Uruguay                                                                 | 2 – 0                                                                   | Paraguay                                                                | Qual. Mondiali 2010                                                     | -                                                                       |                                                                         |
| 1-4-2009                                                                | Quito                                                                   | Ecuador                                                                 | 1 – 1                                                                   | Paraguay                                                                | Qual. Mondiali 2010                                                     | -                                                                       | 70’                                                                     |
| 6-6-2009                                                                | Asunción                                                                | Paraguay                                                                | 0 – 2                                                                   | Cile                                                                    | Qual. Mondiali 2010                                                     | -                                                                       | 75’                                                                     |
| 12-8-2009                                                               | Seul                                                                    | Corea del Sud                                                           | 1 – 0                                                                   | Paraguay                                                                | Amichevole                                                              | -                                                                       | 52’                                                                     |
| 5-9-2009                                                                | Asunción                                                                | Paraguay                                                                | 1 – 0                                                                   | Bolivia                                                                 | Qual. Mondiali 2010                                                     | -                                                                       | 76’                                                                     |
| 9-9-2009                                                                | Asunción                                                                | Paraguay                                                                | 1 – 0                                                                   | Argentina                                                               | Qual. Mondiali 2010                                                     | 1                                                                       | 80’                                                                     |
| 10-10-2009                                                              | Puerto Ordaz                                                            | Venezuela                                                               | 1 – 2                                                                   | Paraguay                                                                | Qual. Mondiali 2010                                                     | -                                                                       | 72’                                                                     |
| 14-10-2009                                                              | Asunción                                                                | Paraguay                                                                | 0 – 2                                                                   | Colombia                                                                | Qual. Mondiali 2010                                                     | -                                                                       | 76’                                                                     |
| 18-11-2009                                                              | Eindhoven                                                               | Paesi Bassi                                                             | 0 – 0                                                                   | Paraguay                                                                | Amichevole                                                              | -                                                                       | 81’                                                                     |
| 14-6-2010                                                               | Città del Capo                                                          | Italia                                                                  | 1 – 1                                                                   | Paraguay                                                                | Mondiali 2010 - 1º turno                                                | -                                                                       | 68’                                                                     |
| 20-6-2010                                                               | Bloemfontein                                                            | Paraguay                                                                | 2 – 0                                                                   | Slovacchia                                                              | Mondiali 2010 - 1º turno                                                | -                                                                       | 68’                                                                     |
| 24-6-2010                                                               | Polokwane                                                               | Nuova Zelanda                                                           | 0 – 0                                                                   | Paraguay                                                                | Mondiali 2010 - 1º turno                                                | -                                                                       | 66’                                                                     |
| 29-6-2010                                                               | Pretoria                                                                | Paraguay                                                                | 0 – 0 dts (5 – 3 dtr)                                                   | Giappone                                                                | Mondiali 2010 - Ottavi di finale                                        | -                                                                       | 60’                                                                     |
| 3-7-2010                                                                | Johannesburg                                                            | Spagna                                                                  | 1 – 0                                                                   | Paraguay                                                                | Mondiali 2010 - Quarti di finale                                        | -                                                                       | 73’                                                                     |
| 11-8-2010                                                               | Asunción                                                                | Paraguay                                                                | 2 – 0                                                                   | Costa Rica                                                              | Amichevole                                                              | -                                                                       | 41’ 46’                                                                 |
| 9-10-2010                                                               | Sydney                                                                  | Australia                                                               | 1 – 0                                                                   | Paraguay                                                                | Amichevole                                                              | -                                                                       | 76’                                                                     |
| 12-10-2010                                                              | Wellington                                                              | Nuova Zelanda                                                           | 0 – 2                                                                   | Paraguay                                                                | Amichevole                                                              | 1                                                                       | 67’                                                                     |
| 11-6-2011                                                               | Asunción                                                                | Paraguay                                                                | 2 – 0                                                                   | Romania                                                                 | Amichevole                                                              | 1                                                                       |                                                                         |
| 23-6-2011                                                               | Asunción                                                                | Paraguay                                                                | 0 – 0                                                                   | Cile                                                                    | Amichevole                                                              | -                                                                       | 58’                                                                     |
| 3-7-2011                                                                | Santa Fe                                                                | Paraguay                                                                | 0 – 0                                                                   | Ecuador                                                                 | Coppa America 2011 - 1º turno                                           | -                                                                       | 74’                                                                     |
| 9-7-2011                                                                | Córdoba                                                                 | Brasile                                                                 | 2 – 2                                                                   | Paraguay                                                                | Coppa America 2011 - 1º turno                                           | 1                                                                       | 57’                                                                     |
| 13-7-2011                                                               | Salta                                                                   | Paraguay                                                                | 3 – 3                                                                   | Venezuela                                                               | Coppa America 2011 - 1º turno                                           | -                                                                       | 42’ 75’                                                                 |
| 17-7-2011                                                               | La Plata                                                                | Brasile                                                                 | 0 – 0 dts (0 – 2 dtr)                                                   | Paraguay                                                                | Coppa America 2011 - Quarti di finale                                   | -                                                                       |                                                                         |
| 20-7-2011                                                               | Mendoza                                                                 | Paraguay                                                                | 0 – 0 dts (5 – 3 dtr)                                                   | Venezuela                                                               | Coppa America 2011 - Semifinale                                         | -                                                                       | 74’                                                                     |
| 24-7-2011                                                               | Buenos Aires                                                            | Uruguay                                                                 | 3 – 0                                                                   | Paraguay                                                                | Coppa America 2011 - Finale                                             | -                                                                       |                                                                         |
| 11-10-2011                                                              | Asunción                                                                | Paraguay                                                                | 1 – 1                                                                   | Uruguay                                                                 | Qual. Mondiali 2014                                                     | -                                                                       |                                                                         |
| 11-11-2011                                                              | Asunción                                                                | Paraguay                                                                | 2 – 1                                                                   | Ecuador                                                                 | Qual. Mondiali 2014                                                     | -                                                                       | 74’                                                                     |
| 15-11-2011                                                              | Santiago del Cile                                                       | Cile                                                                    | 2 – 0                                                                   | Paraguay                                                                | Qual. Mondiali 2014                                                     | -                                                                       |                                                                         |
| 29-2-2012                                                               | Asunción                                                                | Paraguay                                                                | 1 – 0                                                                   | Panama                                                                  | Amichevole                                                              | -                                                                       | 60’                                                                     |
| 9-6-2012                                                                | La Paz                                                                  | Bolivia                                                                 | 3 – 1                                                                   | Paraguay                                                                | Qual. Mondiali 2014                                                     | -                                                                       |                                                                         |
| 7-9-2012                                                                | Córdoba                                                                 | Argentina                                                               | 3 – 1                                                                   | Paraguay                                                                | Qual. Mondiali 2014                                                     | -                                                                       | 59’ 78’                                                                 |
| 11-9-2012                                                               | Asunción                                                                | Paraguay                                                                | 0 – 2                                                                   | Venezuela                                                               | Qual. Mondiali 2014                                                     | -                                                                       |                                                                         |
| 12-10-2012                                                              | Barranquilla                                                            | Colombia                                                                | 2 – 0                                                                   | Paraguay                                                                | Qual. Mondiali 2014                                                     | -                                                                       | 62’                                                                     |
| 16-10-2012                                                              | Asunción                                                                | Paraguay                                                                | 1 – 0                                                                   | Perù                                                                    | Qual. Mondiali 2014                                                     | -                                                                       | 46’                                                                     |
| 6-2-2013                                                                | Asunción                                                                | Paraguay                                                                | 3 – 0                                                                   | El Salvador                                                             | Amichevole                                                              | -                                                                       | 46’                                                                     |
| 22-3-2013                                                               | Montevideo                                                              | Uruguay                                                                 | 1 – 1                                                                   | Paraguay                                                                | Qual. Mondiali 2014                                                     | -                                                                       | 79’                                                                     |
| 26-3-2013                                                               | Quito                                                                   | Ecuador                                                                 | 4 – 1                                                                   | Cile                                                                    | Qual. Mondiali 2014                                                     | -                                                                       | 58’                                                                     |
| 5-3-2014                                                                | San José                                                                | Costa Rica                                                              | 2 – 1                                                                   | Paraguay                                                                | Amichevole                                                              | -                                                                       | 67’                                                                     |
| 6-6-2015                                                                | Asunción                                                                | Paraguay                                                                | 2 – 2                                                                   | Honduras                                                                | Amichevole                                                              | -                                                                       | 51’                                                                     |
| 13-6-2015                                                               | La Serena                                                               | Argentina                                                               | 2 – 2                                                                   | Paraguay                                                                | Coppa America 2015 - 1º turno                                           | 1                                                                       |                                                                         |
| 16-6-2015                                                               | Antofagasta                                                             | Paraguay                                                                | 1 – 0                                                                   | Giamaica                                                                | Coppa America 2015 - 1º turno                                           | -                                                                       | 75’                                                                     |
| 20-6-2015                                                               | La Serena                                                               | Paraguay                                                                | 1 – 1                                                                   | Uruguay                                                                 | Coppa America 2015 - 1º turno                                           | -                                                                       |                                                                         |
| 27-6-2015                                                               | Concepción                                                              | Brasile                                                                 | 1 – 1 dts (3 – 4 dtr)                                                   | Paraguay                                                                | Coppa America 2015 - Quarti di finale                                   | -                                                                       | 74’                                                                     |
| 30-6-2015                                                               | Concepción                                                              | Argentina                                                               | 6 – 1                                                                   | Paraguay                                                                | Coppa America 2015 - Semifinale                                         | -                                                                       | 56’                                                                     |
| 13-11-2015                                                              | Lima                                                                    | Perù                                                                    | 1 – 0                                                                   | Paraguay                                                                | Qual. Mondiali 2018                                                     | -                                                                       | 58’                                                                     |
| 28-5-2016                                                               | Atlanta                                                                 | Messico                                                                 | 1 – 0                                                                   | Paraguay                                                                | Amichevole                                                              | -                                                                       | 65’                                                                     |
| 4-6-2016                                                                | Orlando                                                                 | Costa Rica                                                              | 0 – 0                                                                   | Paraguay                                                                | Coppa America Centenario - 1º turno                                     | -                                                                       | 73’ 79’                                                                 |
| 15-11-2016                                                              | La Paz                                                                  | Bolivia                                                                 | 1 – 0                                                                   | Paraguay                                                                | Qual. Mondiali 2018                                                     | -                                                                       | 70’                                                                     |
| Totale                                                                  |                                                                         | Presenze                                                                | 77                                                                      |                                                                         | Reti (4º posto)                                                         | 13                                                                      |                                                                         |

## Palmarès

### Club

#### Competizioni nazionali
- Campionato tedesco: 1

Werder Brema: 2003-2004
- Coppa di Germania: 1

Werder Brema: 2003-2004
- Coppa di Lega tedesca: 1

Werder Brema: 2006
- Coppa di Russia: 1

Rubin Kazan': 2011-2012
- Supercoppa di Russia: 1

Rubin Kazan': 2012
- Campionato greco: 1

Olympiakos: 2013-2014
- Campionato MLS: 1

Seattle Sounders: 2016